# 奇勒·卡素爾
奇勒·占士·卡素爾（英語：Clarke James Carlisle，1979年10月14日—），是一名已退役英格蘭足球運動員，司職中堅。他出生於普雷斯頓，受到曾是半職業球員的父親影響在年青時已開始踢足球。他曾代表其家鄉蘭開夏郡出戰青年級別的賽事。1997年9月，他的職業生涯是在他在英格蘭足球聯賽代表黑池上陣而首次亮相。其後，他代表黑池上陣了93埸聯賽賽事並於2000年5月轉投昆士柏流浪。同年，他代表英格蘭U21上陣了3次。由於十字韌帶撕裂使他大部分賽事都未能代表昆士柏流浪上陣，他的傷患使醫生甚至曾一度認為他的職業生涯已經結束。2003/04年球季，他因酒精相關問題而缺陣一個月，並最終在球季結束後離開昆士柏流浪。2004年夏天，他自由轉會至列斯聯。
卡素爾在列斯聯度過一個球季後於2005年8月加盟英冠球會屈福特。2005/06年球季，他在加盟屈福特的首季，球會在球季結束後排第3名，並最終贏得附加賽而取得升班英超。然而，由於大腿受傷，屈福特首次在頂級聯賽作賽的大部分賽事他都缺陣。2007年3月，他被外借至盧頓一個月。8月16日，時任般尼領隊史蒂夫·科特里爾以20萬英鎊轉會費從屈福特買入卡素爾。2008/09年球季，他代表般尼上陣超過40場一隊賽事，使球會打入聯賽盃四強並在聯賽排第5名，因此合資格參與附加賽。他在附加賽決賽以1-0擊敗錫菲聯的賽事中上陣並於賽後當選最佳球員，這是般尼自33年以來首次重返英格蘭足球的頂級聯賽。
他在中路防守上給人深刻印象的外形，這有賴於他的身材，他亦可主罰自由球。他信奉基督教並經常到教堂做禮拜。他在一般中等教育證書取得10A，並英國普通教育高級程度證書修讀數學和政治，他在2002年一次電視遊戲節目中被授予「英國腦筋最好的足球員」（Britain's Brainiest Footballer）的銜頭。他是「踢走它計劃」（Kick It Out Scheme）的大使，以及PFA管理委員會的成員之一，於2010年11月取代退役的克里斯·鲍威尔當選成為主席。

## 球會

### 早年

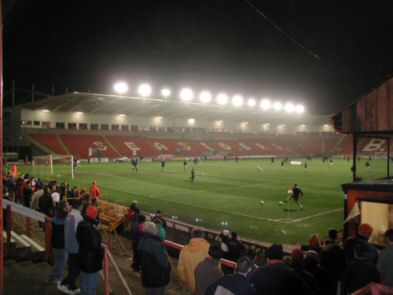
卡素爾在布隆菲爾德路球場首次取得職業入球。

1979年10月14日，卡素爾在英格蘭西北部蘭開夏郡普雷斯頓出世。他與父親馬雲（Mervin）和母親露絲（Rose）一直都居住在普雷斯頓並且長大。當他是一名青年人時，他入讀了位於利蘭的巴梳爾的CE高校並在一般中等教育證書取得10A。其後，他在伊令、哈默史密斯及倫敦西部學院修讀英國普通教育高級程度證書中的數學和政治，然而他卻因傷而未能踢球。
卡素爾成為足球員是受到其父親馬雲的影響，馬雲曾經是摩爾甘比和修夫港的半職業球員。卡素爾在年青時已開始踢足球並曾代表蘭開夏郡出戰U15賽事，後來加盟黑池成為青訓球員之一。1997年8月，他獲得職業合約並成為一隊成員。1997年9月2日，他在以4-3的比分擊敗域斯咸的乙組聯賽賽事中首次代表黑池上陣（乙組聯賽是英格蘭足球聯賽系統裡第三級別的賽事）。他在黑池主場布隆菲尔德路球场以2-1的比分擊敗卡素爾的賽事中攻入其處子入球。1998年1月27日，他在英錦標八強以1-0的比分擊敗韋根的賽事中首次領紅。他首季總共上陣了11場聯賽賽事並取得兩次入球。
翌季，他上陣了39場聯賽賽事，黑池則在乙組聯賽排第14位。他在維多利亞球場以3-1的比分擊敗史篤城的賽事中攻入其唯一一個聯賽入球。1999/00球季，他在聯賽上陣43次並攻入四球，黑池則排第22位而降班至丙組聯賽。他在界限公園球場以1-1逼和奧咸的賽事中最後一次代表黑池於聯賽上陣並取得入球。儘管，黑池需要降班，但他在黑池三年的表現依然吸引到時任昆士柏流浪球探伊恩·杜維的注意。

### 昆士柏流浪
卡素爾被伊恩·杜維推薦給時任昆士柏流浪領隊加利·法蘭西斯，加利·法蘭西斯最終在2000年5月25日支付25萬英鎊轉會費將他買入8月12日，他在洛夫特斯路球場以0-0逼和伯明翰的賽事中首次於聯賽上陣。2000/01球季，他代表球隊再出戰26場聯賽賽事並攻入3球，使他被英格蘭U21徵召。然而，在2001年1月31日，他在以0-2的比分不敵富咸的賽事中被魯弗斯·布雷維攔截後首次遭遇重傷，使他在該季都不能再上陣。由於十字韌帶撕裂，讓他缺陣了一年，造成醫生認為他的職業生涯可能已經結束。他缺陣期間，球會因在聯賽排第23位而降班至乙組聯賽。他在復出戰對布里斯托城的預備組賽事中再次受傷，人們擔心他的舊患惡化。這次受傷並不是特別嚴重，但將他的復操時間推遲了一個月。
卡素爾錯過整個2001/02球季，他在2002年9月7日以4-0的比分擊敗曼斯菲的賽事中復出。2002/03球季，他在聯賽上陣36次並攻入兩球，協助球隊在球季結束後位列第4名，因此可以參加乙組聯賽附加賽。2003年5月25日，昆士柏流浪在千禧球場舉行的附加賽決賽以0-1的比分不敵卡迪夫城。翌季，他的個人問題逐漸形成，其中包括酗酒，但他仍然上陣了數個月。2003年9月，他在聯賽對高車士打賽前被時任領隊伊恩·荷路威發現他喝醉。隨後，他缺陣了一個月，因為他先前入住了由前英格蘭國腳東尼·阿當斯所開設的診所—體育機會並接受為期28天的有關酒精問題的治療。他在2003年10月復出前已經與球會商討過。當他重返昆士柏流浪後，他在2003年11月贏得乙組聯賽該月最佳球員。2003/04球季，他在聯賽上陣33次攻入一球，球會則奪得聯賽亞軍，得以升班英冠。他與球會的合約最終在2003/04球季後結束。他總共代表球會在聯賽上陣96次，射入6球。

### 列斯聯
2004年6月，卡素爾以波士文球員形式加盟剛降班至英冠的列斯聯。昆士柏流浪曾向他提供新約，但他較有興趣返回英格蘭北部，因此縮短在特內里費島的暑假，加盟這支西約克郡球隊。這樣，他成為繼丹尼·佩治後時任列斯聯領隊奇雲·布力維爾在夏天所簽下的第二位球員。他與球會的合約在7月1日生效。8月21日，他在以1-1逼和諾定咸森林的賽事中處子上陣。兩場賽事後，他在以3-0的比分擊敗高雲地利的賽事中攻入其處子入球。他在球季上半段是正選球員，從9月開始直至11月所有賽事都正選上陣。然而，他再度重傷，他在11月29日以0-1的比分不敵洛達咸的賽事中腳踝韌帶撕裂，使他缺陣了數週。
康復後，卡素爾發現很難打入一隊，因為他的中堅位置已被馬菲·基加隆所取代。12月28日，他在以2-1的比分擊敗普利茅夫的賽事中入替費沙·李察臣而復出。他在下場對高雲地利的賽事正選上陣，雖然球會以2-1的比分擊敗對手，但於賽事末段他本人在夏菲特路球場卻領紅。停賽期滿後，他失去正選位置，隨後亦兩個月亦只有極少次後備入替。他在球季將近結束時重奪正選位置，在最後四場賽事皆正選上陣。2005年夏天，他在列斯聯度過一個球季後離開，他總共上陣38場賽事及取得四個入球，球會則打入聯賽盃第三圈並在聯賽排第14位。2004/05球季結束後，有傳聞指屈福特和史篤城都在競逐他。列斯聯同意兩間球會各10萬英鎊的出價，但他選擇於8月5日加盟屈福特並簽訂三年合約。他被交易至維卡拉格路體育場中其中一項條款是在翌季不能在對列斯聯的賽事派遣他上陣。

### 屈福特和盧頓
上季曾擔任列斯聯教練的時任屈福特領隊安迪·保夫萊特對於買入卡素爾表示很高興，並說道他是：「我正正最想要的後衛類型。」他被直接放進屈福特的正選陣容，並在2005年8月6日的賽事中處子上陣，不過仍未能阻止球隊在主場以1-2的比分不敵普雷斯頓。8月29日，他在派迪公園球場以2-1的比分擊敗打比郡的賽事中攻入奠勝頭球而取得其處子入球。不久後，他在聯賽盃第二圈對狼隊的賽事中首次梅開二度，協助球隊以2-1的比分擊敗對手。
11月4日，時任狼隊領隊格連·荷杜指控卡素爾在上週末的賽事中用腳踩門將米高·奧基斯，並威脅向英足總告發他。然而，球證在賽事期間並未有向他出示黃牌或紅牌，亦沒有採取進一步行動去對待他。2005/06球季，他總共在聯賽上陣32次和射入三球，與中堅马尔基·马凯和傑·迪美列輪流上陣。他有份構建的防線，協助屈福特在英冠位列第3名而取得參與附加賽的資格。然而，他在球季快將結束時又一次受傷，使他在聯賽倒數第二場於客場對昆士柏流浪的賽事中被迫離開球場。大腿問題使他無法參與附加賽，而屈福特則在千禧球場以3-0的比分擊敗列斯聯而升上英超。
卡素爾的傷患使他缺陣了2006/07球季頭八個月，並最終在2007年2月重新全面投入訓練。他代表屈福特在預備組賽事上陣以期能盡快復元，並希望能打入一隊而在英超賽場亮相。3月2日，他被緊急外借至本土競爭對手盧頓一個月，試圖完全恢複比賽狀態。翌日，他在客場以2-3的比分不敵狼隊的賽事中入替早前未能打入屈福特一隊而加盟盧頓的馬菲·史冰而處子上陣。其後，他繼續代表盧頓在五場賽事中上陣。3月31日，他在摩亞球場以0-0逼和般尼的賽事中最後一次上陣並於4月2日返回屈福特。4月9日，他最終在以4-2的比分擊敗樸茨茅夫的賽事中首次於英超上陣。他亦有份在足總盃四強對曼聯的賽事中上陣，儘管他在賽後獲選為最佳球員，但屈福特依然在維拉公園球場以1-4的比分落敗。他繼續代表屈福特在接著的三場聯賽賽事中上陣，當球會在主場以1-1逼和曼城後，屈福特正式確認降班英冠。

### 般尼

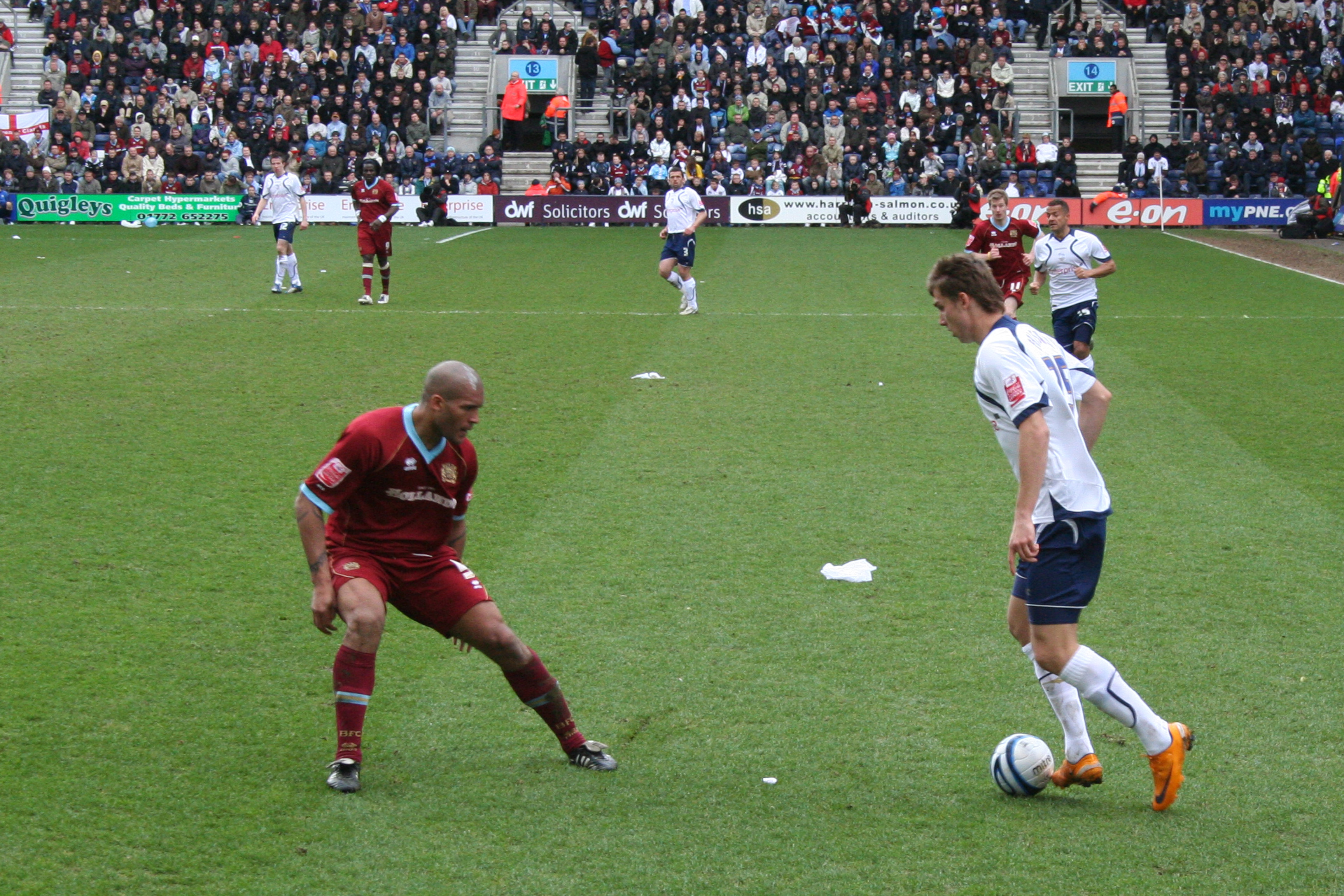
卡素爾（左）嘗試攔截普雷斯頓前鋒達馬斯·普斯堅。

2007年8月16日，時任般尼領隊史蒂夫·科特里爾以20萬英鎊轉會費買入卡素爾並於同日在摩亞球場簽訂三年合約。在球會隊長史提芬·卡達維的幫助下，他很快就適應在般尼的生活。簽約兩天後，他在客場以0-2的比分不敵斯肯索普的賽事中處子上陣。9月22日，他在阿斯頓·加特球場以2-2逼和布里斯托城的賽事中射入關鍵球而取得其加盟以來首個入球。9月28日，他在英冠賽事前一天捲入一宗嚴重車禍，他的車子在打轉和撞入水渠後報銷。翌日，史蒂夫·科特里爾對他在以1-1逼和水晶宮的賽事中的表現加以讚揚。他與史提芬·卡達維形成了穩固的防線組合，而且表現相當合拍。他在客場以3-1的比分擊敗查爾頓的賽事中的表現使他獲選入該週最佳陣容之一。他的拍擋史提芬·卡達維在球季將近結束時骨折，而他本人則在最後四場賽事兩度被逐，第一次是以1-2的比分不敵普雷斯頓和該季最後一場賽事以0-5的比分大敗予水晶宮。2007/08球季，他總共在聯賽上陣33次及攻入兩球。
2008/09球季是般尼新帥奧雲·高利的首個完整球季。新領隊麾下，卡素爾設法保住自己的位置，使他得以在球季的前六個月都是正選球員。然而，他在2009年1月31日對查爾頓的賽事中由於缺乏狀態而失去正選地位。他在整個2月依然無法奪回位置。3月3日，他在布隆菲爾德路球場以1-0的比分擊敗母會黑池的賽事中復任正選中堅。他在其下場聯賽上陣時於摩亞球場以4-2的比分擊敗水晶宮的賽事中取得入球。他在球季最後兩個月先後再攻入三球，使他的名字出現在對諾定咸森林、修咸頓和前球會昆士柏流浪的記分紙上。他的入球協助般尼在英冠位列第5名並取得附加賽資格。他在四強對雷丁的兩回合賽事中均有上陣，兩回合計以3-0的比分擊敗對手。他在溫布萊球場以1-0的比分擊敗錫菲聯的附加賽決賽中的表現，使他在賽後獲得最佳球員，般尼亦得以升班英超。
球季開始之前，卡素爾表示他相信般尼可避免降班至英冠。8月15日，他被選入般尼自33年來首次於頂級聯賽的賽事的正選名單中，球會最終在不列顛尼亞球場以0-2的比分不敵史篤城。其後，他在般尼的首場英超勝仗亦有上陣—以1-0的比分在摩亞球場擊敗衛冕冠軍曼聯。球季早段，他與新球員安德雷·比基成為防線拍擋。10月3日，他在以2-1的比分擊敗伯明翰的賽事中再次與史提芬·卡達維搭擋。12月20日，他在客場不敵狼隊的賽事中鼠蹊受傷，使他在聖誕節期間缺陣。他因傷缺陣一個月後，他於2010年1月26日於新帥白賴仁·羅斯麾下在以0-1的比分不敵保頓的賽事中首次上陣。最終般尼仍難逃降班厄運，來季返回英冠作賽。
2011年7月14日，剛降班英甲的普雷斯頓借用卡素爾一個球季。

## 國際賽
當卡素爾效力昆士柏流浪時，他曾代表英格蘭U21上陣3次。2000年8月31日，他被侯活·韋健遜徵召出戰在河畔球場以6-1的比分大勝格魯吉亞U21的賽事中入替而處子上陣。第二次代表英格蘭U21上陣亦是入替，他在派迪公園球場以1-1逼和德國U21的2002年歐洲U-21足球錦標賽外圍賽中上陣。四日後，他在瓦爾凱阿科斯基的特赫坦·肯塔球場對芬蘭U21的賽事中最後一次代表英格蘭U21上陣。儘管，他在下半場表現不俗，不過他之後再未有被徵召。

## 踢球風格
卡素爾最擅長的位置是中堅。他曾說作為一個年輕人，他模仿了一些後衛的踢球風格，例如史提夫·布魯士和加利·巴里斯達。然而，他說他們的風格對於現代足球來說過於粗野，他現在試圖觀察對方的進攻模式，與約翰·泰利一樣。他並不擅長於調整速度，這使他有些犯規問題，他在其職業生涯已領紅八次。前列斯聯隊友米高·杜貝利曾形容他為「強勁」的後衛。此外，他亦是一位被公認為非常聰明的球員，他在中路防守上給人深刻印象的外形，這有賴於他6英尺3英吋（1.91米）的身高。他亦利用其身形優勢，通過主罰自由球和角球等死球來進攻。截至2010年1月，他已經取得26個聯賽入球。他被形容為「防禦的關鍵」（defensive lynchpin）。

## 慈善和媒體工作
卡素爾是「踢走它計劃」（Kick It Out Scheme）的大使，這項運動是提倡在足球要包容和平等。他亦是PFA管理委員會的成員之一，這項工作旨在改善和保護職業足球員地位，2010年11月17日他接替克里斯·鲍威尔成為主席。他在PFA的其中一部分的工作是收集由他跟進的球員的意見並向委員會報告。他還參觀當地學校並舉辦講座與學生對話。在他的球員生涯結束後，他考慮擔任教學相關工作。
2009年10月，卡素爾出席BBC電視足球節目《賽後一日》。

## 私生活
從很小的時候，卡素爾就因父母的關係而信奉基督教。他接受那些教義並在屈福特期間開始成為一個經常去做禮拜的人。他與潔瑪（Gemma），他們是在卡素爾入住體育機會診所前夕相遇的。截至2009年，他們與在2007年出世的兒子馬利（Marley）一同居住在裡彭登。他亦有一名在1999年1月出世的女兒法蘭西卡（Francesca），是他與以前的伴侶所生的。
2002年1月30日，卡素爾在電視測驗中獲得「英國腦筋最好的足球員」（Britain's Brainiest Footballer）的銜頭。2010年2月24日，他以選手身份參加英國第四台的遊戲節目《倒數》並擊敗衛冕冠軍而贏得首場比賽，使他得以留下。其後，他再次獲勝，取得比前日更高的分數。2月26日，他在第三場終於以3分之差被擊敗。
卡素爾涉嫌於2011年7月29日清晨醉駕，在10月12日承認控罪，罰款超過2,000英鎊及停牌20個月。

## 生涯數據
| 球會       | 球季        | 聯賽 | 聯賽 | 足總盃 | 足總盃 | 聯賽盃 | 聯賽盃 | 其他 | 其他 | 總計 | 總計 |
| 球會       | 球季        | 上陣 | 入球 | 上陣   | 入球   | 上陣   | 入球   | 上陣 | 入球 | 上陣 | 入球 |
| ---------- | ----------- | ---- | ---- | ------ | ------ | ------ | ------ | ---- | ---- | ---- | ---- |
| 黑池       | 1997/98年   | 11   | 2    | 0      | 0      | 0      | 0      | 1    | 0    | 12   | 2    |
| 黑池       | 1998/99年   | 39   | 1    | 0      | 0      | 3      | 0      | 1    | 0    | 43   | 1    |
| 黑池       | 1999/2000年 | 43   | 4    | 3      | 1      | 2      | 0      | 3    | 0    | 51   | 5    |
| 黑池       | 總計        | 93   | 7    | 3      | 1      | 5      | 0      | 5    | 0    | 106  | 8    |
| 昆士柏流浪 | 2000/01年   | 27   | 3    | 3      | 0      | 2      | 0      | 0    | 0    | 32   | 3    |
| 昆士柏流浪 | 2001/02年   | 0    | 0    | 0      | 0      | 0      | 0      | 0    | 0    | 0    | 0    |
| 昆士柏流浪 | 2002/03年   | 36   | 2    | 2      | 0      | 1      | 0      | 2    | 0    | 41   | 2    |
| 昆士柏流浪 | 2003/04年   | 33   | 1    | 1      | 0      | 2      | 0      | 3    | 0    | 39   | 1    |
| 昆士柏流浪 | 總計        | 96   | 6    | 6      | 0      | 5      | 0      | 5    | 0    | 112  | 6    |
| 列斯聯     | 2004/05年   | 35   | 4    | 0      | 0      | 3      | 0      | 0    | 0    | 38   | 4    |
| 屈福特     | 2005/06年   | 32   | 3    | 1      | 0      | 2      | 2      | 0    | 0    | 35   | 4    |
| 屈福特     | 2006/07年   | 4    | 0    | 1      | 0      | 0      | 0      | 0    | 0    | 5    | 0    |
| 屈福特     | 總計        | 36   | 3    | 2      | 0      | 2      | 2      | 0    | 0    | 40   | 3    |
| → 盧頓     | 2006/07年   | 5    | 0    | 0      | 0      | 0      | 0      | 0    | 0    | 5    | 0    |
| 般尼       | 2007/08年   | 33   | 2    | 0      | 0      | 2      | 0      | 0    | 0    | 35   | 2    |
| 般尼       | 2008/09年   | 36   | 4    | 4      | 0      | 5      | 0      | 3    | 0    | 48   | 4    |
| 般尼       | 2009/10年   | 27   | 0    | 0      | 0      | 1      | 0      | 0    | 0    | 28   | 0    |
| 般尼       | 2010/11年   | 35   | 1    | 3      | 1      | 3      | 1      | 0    | 0    | 41   | 3    |
| 般尼       | 總計        | 131  | 7    | 7      | 1      | 11     | 1      | 3    | 0    | 152  | 9    |
| → 普雷斯頓 | 2011/12年   | 0    | 0    | 0      | 0      | 0      | 0      | 0    | 0    | 0    | 0    |
| 生涯總計   | 生涯總計    | 396  | 27   | 18     | 2      | 26     | 3      | 13   | 0    | 453  | 32   |

| 國家隊    | 球季      | 上陣 | 入球 | 黃牌 | 紅牌 |
| --------- | --------- | ---- | ---- | ---- | ---- |
| 英格蘭U21 | 2000/01年 | 3    | 0    | 0    | 0    |

## 註腳
1. ↑  . staffs.ac.uk. 2010-11-22  [2010-12-21]. （原始内容存档于2012-09-11） （英语）.
2. 1 2 3 4 5 6 7 8  （英文）Herbert, Ian. . The Independent. 2009-10-17  [2009-12-04]. （原始内容存档于2009-10-20）.
3. 1 2 3 4  （英文）Draper, Rob. . Daily Mail. 2009-09-27  [2009-12-04]. （原始内容存档于2010-04-13）.
4. 1 2 3  （英文）Brennan, Geraldine. . Times Educational Supplement. 2001-11-30  [2009-12-04]. （原始内容存档于2012-10-05）.
5. ↑  （英文）. Soccerbase.   [2010-01-18].[永久]
6. ↑  （英文）. Soccerbase.   [2010-01-18].[永久]
7. ↑  （英文）Robinson, p. 86
8. ↑  （英文）Robinson, p. 87
9. 1 2  （英文）Shaw, Phil. . The Independent. 2004-10-21  [2009-12-04]. （原始内容存档于2016-03-06）.
10. ↑  （英文）. Burnley FC.   [2009-12-04]. （原始内容存档于2010-01-10）.
11. 1 2 3  （英文）. BBC Sport. 2003-10-08  [2009-12-04].
12. 1 2  （英文）. BBC Sport. 2002-01-30  [2009-12-04].
13. ↑  （英文）Robinson, p. 88
14. ↑  （英文）. Blackpool Gazette. 2003-12-04  [2009-12-10].[永久]
15. ↑  （英文）Robinson, p. 91
16. 1 2  （英文）. BBC Sport. 2004-06-07  [2009-12-04]. （原始内容存档于2004-07-11）.
17. ↑  （英文）Dews, Paul. . Yorkshire Evening Post. 2004-06-09  [2009-12-05].[永久]
18. ↑  （英文）. Sporting Life. 2004-09-11  [2009-12-18]. （原始内容存档于2011-06-05）.
19. ↑  （英文）Dews, Paul. . Yorkshire Evening Post. 2004-12-02  [2009-12-05].[永久]
20. ↑  （英文）Hay, Phil. . Yorkshire Evening Post. 2004-12-24  [2009-12-05].[永久]
21. ↑  （英文）. Soccerbase.   [2009-12-05]. （原始内容存档于2005-04-19）.
22. ↑  （英文）. Soccerbase.   [2009-12-05]. （原始内容存档于2005-08-21）.
23. ↑  （英文）Robinson, p. 92
24. 1 2  （英文）. BBC Sport. 2005-08-05  [2009-12-04]. （原始内容存档于2007-08-17）.
25. ↑  （英文）Matthews, Anthony. . Watford Observer. 2005-08-05  [2009-12-05]. （原始内容存档于2012-10-09）.
26. ↑  （英文）. BBC Sport. 2005-09-29  [2009-12-04]. （原始内容存档于2005-12-14）.
27. ↑  （英文）. Watford FC. 2007-08-16  [2010-01-05]. （原始内容存档于2012-09-11）.
28. ↑  （英文）Matthews, Anthony. . Watford Observer. 2005-08-06  [2009-12-05]. （原始内容存档于2012-10-09）.
29. ↑  （英文）Matthews, Anthony. . Watford Observer. 2005-08-30  [2009-12-05]. （原始内容存档于2012-10-09）.
30. ↑  （英文）Affleck, Kevin. . Watford Observer. 2005-09-21  [2009-12-05]. （原始内容存档于2012-10-09）.
31. ↑  （英文）Matthews, Anthony. . Watford Observer. 2005-11-04  [2009-12-05]. （原始内容存档于2010-05-25）.
32. ↑  （英文）Robinson, p. 93
33. ↑  （英文）Matthews, Anthony. . Watford Observer. 2006-04-24  [2009-12-05]. （原始内容存档于2012-10-09）.
34. ↑  （英文）Burt, Jason. . The Independent. 2006-05-22  [2009-12-05]. （原始内容存档于2012-11-11）.
35. ↑  （英文）. London Evening Standard. 2007-02-09  [2009-12-05]. （原始内容存档于2011-06-06）.
36. ↑  （英文）Affleck, Kevin. . Watford Observer. 2007-02-23  [2009-12-05]. （原始内容存档于2012-10-09）.
37. ↑  （英文）Affleck, Kevin. . Watford Observer. 2007-03-02  [2009-12-05]. （原始内容存档于2012-10-09）.
38. ↑  （英文）. Soccerbase.   [2010-01-18].[永久]
39. ↑  （英文）Affleck, Kevin. . Watford Observer. 2007-08-17  [2009-12-05]. （原始内容存档于2012-10-09）.
40. ↑  （英文）Matthews, Anthony. . Watford Observer. 2007-04-14  [2009-12-05]. （原始内容存档于2012-10-09）.
41. ↑  （英文）Matthews, Anthony. . Watford Observer. 2007-04-21  [2009-12-05]. （原始内容存档于2012-10-09）.
42. ↑  （英文）. BBC Sport. 2007-08-16  [2009-12-05]. （原始内容存档于2008-07-20）.
43. ↑  （英文）. Lancashire Telegraph. 2007-08-16  [2009-12-05].
44. ↑  （英文）. Burnley FC. 2007-09-10  [2009-12-05]. （原始内容存档于2012-09-29）.
45. ↑  （英文）Geldard, Suzanne. . Lancashire Telegraph. 2007-08-18  [2009-12-05].
46. ↑  （英文）Geldard, Suzanne. . Lancashire Telegraph. 2007-09-24  [2009-12-05].
47. 1 2  （英文）. Burnley FC. 2007-10-01  [2009-12-05]. （原始内容存档于2012-09-29）.
48. ↑  （英文）. Lancashire Telegraph. 2007-12-03  [2010-01-09]. （原始内容存档于2012-10-09）.
49. ↑  （英文）. Burnley FC. 2009-02-07  [2009-12-05]. （原始内容存档于2009-03-15）.
50. ↑  （英文）Donlan, Matt. . Lancashire Telegraph. 2009-03-05  [2009-12-18]. （原始内容存档于2012-10-09）.
51. ↑  （英文）Boden, Chris. . Burnley Express. 2009-03-11  [2009-12-18].[永久]
52. 1 2  （英文）. Four Four Two. 2009-05-26  [2009-12-05]. （原始内容存档于2012-10-04）.
53. ↑  （英文）Geldard, Suzanne. . Lancashire Telegraph. 2009-08-11  [2009-12-05]. （原始内容存档于2012-10-09）.
54. ↑  （英文）. Burnley Express. 2009-08-19  [2009-12-18]. （原始内容存档于2012-10-09）.
55. ↑  （英文）. Burnley FC. 2009-10-03  [2010-01-07]. （原始内容存档于2009-10-06）.
56. ↑  （英文）. Burnley FC. 2009-12-22  [2010-01-07]. （原始内容存档于2010-03-02）.
57. ↑  （英文）. Burnley FC. 2010-01-26  [2010-01-26]. （原始内容存档于2010-01-30）.
58. ↑  . BBC Sport. 2011-07-14  [2011-07-15]. （原始内容存档于2011-07-15） （英语）.
59. 1 2 3 4  （英文）. England Football Online.   [2009-12-05]. （原始内容存档于2011-11-08）.
60. ↑  （英文）Plummer, David. . The Guardian. 2000-10-11  [2010-01-18].
61. 1 2  （英文）. Watford FC. 2005-12-22  [2010-01-05].[永久]
62. 1 2 3  （英文）. Carling.   [2010-01-05]. （原始内容存档于2012-04-05）.
63. ↑  （英文）. Leeds United AFC. 2004-08-05  [2010-01-05].
64. ↑  （英文）. Burnley FC. 2007-08-17  [2010-01-05]. （原始内容存档于2012-07-22）.
65. ↑  （英文）. Professional Footballers' Association.   [2009-12-05]. （原始内容存档于2010-01-02）.
66. ↑  （英文）. About the PFA. Professional Footballers' Association.   [2009-12-18]. （原始内容存档于2010-02-09）.
67. ↑  . givemefootball.com. 2010-11-17  [2010-11-17]. （原始内容存档于2011-06-13） （英语）.
68. 1 2  （英文）Madden, Lawrie. . Professional Footballers' Association. 2009-11-19  [2009-12-18]. （原始内容存档于2011-06-13）.
69. ↑  （英文）. BBC Sport. 2002-01-31  [2009-12-04]. （原始内容存档于2003-09-24）.
70. ↑  （英文）Murray, Scott. . Football. The Guardian Online.   [2010-02-25]. （原始内容存档于2010-02-27）.
71. ↑  （英文）Livesey, Jon. . Lancashire Telegraph. Newsquest Media Group. 2010-02-26  [2010-03-01]. （原始内容存档于2010-03-04）.
72. ↑  . BBC News. 2011-08-17  [2011-10-13]. （原始内容存档于2011-08-18） （英语）.
73. ↑  . BBC News. 2011-10-12  [2011-10-13]. （原始内容存档于2011-10-13） （英语）.
74. ↑  包括其他具競爭性的賽事，有英格蘭社區盾、歐洲超級盃、洲際盃、國際足協世界冠軍球會盃。

## 外部連結
- （英文）足球数据库：奇勒·卡素爾的球员统计数据
- （英文）Clarke Carlisle profile
- （英文）Clarke Carlisle profile
- （英文）Clarke Carlisle profile（页面存档备份，存于）

| 非組織職務             | 非組織職務     | 非組織職務    |
| ---------------------- | -------------- | ------------- |
| 前任者： 克里斯·鲍威尔 | PFA主席 2010 – | 繼任者： 現任 |